# Destroyed in Seconds
Destroyed in Seconds var en halv times amerikansk tv-serie, der blev sendt på Discovery Channel i perioden 2008-2009 og Ron Pitts var vært på programmet.
Programmet indeholdte videoer af forskellige ting, der ødelægges ret hurtigt (dermed "i sekunder") som fly styrter ned, eksplosioner, både går i stykker, brande, racerbilulykker, oversvømmelser mv. Visningen bruger ægte videoer af rigtige arrangementer, og værten forklarer ødelæggelserne afbildet. De fleste videoer har fået tilføjet lagerlydeffekter, som ikke er der i virkeligheden. Nogle af de konstaterede hændelser resulterede i dødsfald (men i så fald meget få).